# Walckenaeria baborensis
Walckenaeria baborensis är en spindelart som beskrevs av Robert Bosmans 1993. Walckenaeria baborensis ingår i släktet Walckenaeria och familjen täckvävarspindlar.
Artens utbredningsområde är Algeriet. Inga underarter finns listade i Catalogue of Life.